# Folsom (Novo México)
Folsom é uma vila localizada no estado americano de Novo México, no Condado de Union.

## Demografia
Segundo o censo americano de 2000, a sua população era de 75 habitantes.
Em 2006, foi estimada uma população de 63, um decréscimo de 12 (-16.0%).

## Geografia
De acordo com o United States Census Bureau tem uma área de 1,4 km², dos quais 1,4 km² cobertos por terra e 0,0 km² cobertos por água.

## Localidades na vizinhança
O diagrama seguinte representa as [localidades num raio de 48 km ao redor de Folsom.